# Mostreig de transformació inversa

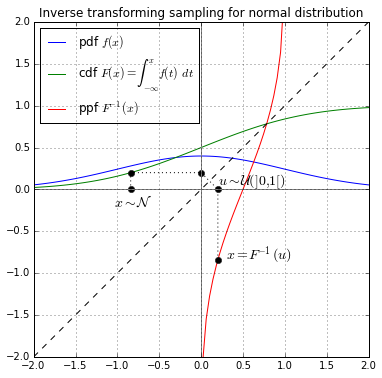
Mostreig de transformada inversa per a distribució normal.

El mostreig de transformació inversa (també conegut com a mostreig d'inversió, la transformació integral de probabilitat inversa, el mètode de transformació inversa, transformada de Smirnov o la regla d'or) és un mètode bàsic per al mostreig de nombres pseudoaleatoris, és a dir, per generar números de mostra a aleatòria de qualsevol distribució de probabilitat donada la seva funció de distribució acumulada.
El mostreig de transformació inversa pren mostres uniformes d'un nombre {\displaystyle u} entre 0 i 1, interpretat com una probabilitat, i després retorna el nombre més petit {\displaystyle x\in \mathbb {R} } de tal manera que {\displaystyle F(x)\geq u} per a la funció de distribució acumulada {\displaystyle F} d'una variable aleatòria. Per exemple, imagineu-ho {\displaystyle F} és la distribució normal estàndard amb mitjana zero i desviació estàndard u. La taula següent mostra mostres extretes de la distribució uniforme i la seva representació en la distribució normal estàndard.
| {\displaystyle u} | {\displaystyle F^{-1}(u)} |
| ----------------- | ------------------------- |
| .5                | 0                         |
| .975              | 1,95996                   |
| .995              | 2,5758                    |
| .999999           | 4,75342                   |
| 1-2 −52           | 8.12589                   |

Cal escollir aleatòriament una proporció de l'àrea sota la corba i retornant el nombre del domini de manera que exactament aquesta proporció de l'àrea es produeixi a l'esquerra d'aquest nombre. Intuïtivament, és poc probable que escollim un nombre a l'extrem de les cues perquè hi ha molt poca àrea que requeriria triar un nombre molt proper a zero o un.Computacionalment, aquest mètode implica calcular la funció quantil de la distribució, és a dir, calcular la funció de distribució acumulada (CDF) de la distribució (que associa un nombre del domini a una probabilitat entre 0 i 1) i després invertir aquesta funció. Aquesta és la font del terme "invers" o "inversió" en la majoria dels noms d'aquest mètode. Tingueu en compte que per a una distribució discreta, calcular el CDF no és en general massa difícil: simplement sumem les probabilitats individuals per als diferents punts de la distribució. Per a una distribució contínua, però, hem d'integrar la funció de densitat de probabilitat (PDF) de la distribució, cosa que és impossible de fer analíticament per a la majoria de distribucions (inclosa la distribució normal). Com a resultat, aquest mètode pot ser computacionalment ineficient per a moltes distribucions i es prefereixen altres mètodes; tanmateix, és un mètode útil per construir mostrejos d'aplicació més general, com els basats en el mostreig de rebuig.